# Kellogg-Gletscher
Der Kellogg-Gletscher ist ein etwa 14 km langer Gletscher an der Black-Küste des Palmerlands auf der Antarktischen Halbinsel. An der Basis der Condor-Halbinsel fließt er südöstlicher Richtung entlang der Nordflanke des Boyer Spur und mündet unmittelbar vor dem nordwestlichen Kopfende des Hilton Inlet in die Nordseite des Gruening-Gletschers.
Der United States Geological Survey kartierte ihn im Jahr 1974. Das Advisory Committee on Antarctic Names benannte ihn 1976 nach Karl S. Kellogg, Geologe des Survey und Mitglied der Mannschaft, welche zwischen 1972 und 1973 das Gebiet entlang der Lassiter-Küste kartiert hatte.